# 49
| 49                 |
| ------------------ |
| Dødsfald - Fødsler |
|                    |

| Gregoriansk kalender | 49 XLIX                 |
| Ab urbe condita      | 802                     |
| Armensk kalender     | I/T                     |
| Kinesiske kalender   | 2745 – 2746 戊申 – 己酉 |
| Etiopisk kalender    | 41 – 42                 |
| Jødisk kalender      | 3809 – 3810             |
| Hindukalendere       |                         |
| - Vikram Samvat      | 104 – 105               |
| - Shaka Samvat       | N/A                     |
| - Kali Yuga          | 3150 – 3151             |
| Iransk kalender      | 573 BP – 572 BP         |
| Islamisk kalender    | 591 BH – 590 BH         |

Se også 49 (tal)

## Begivenheder
Apostlen Paulus på sin første missionsrejse. Bl.a. til Cypern.